# 진승
진승(陳勝, ? ~ 기원전 209년)은 진(秦)나라의 반란 주모자이자 국왕로, 휘는 승(勝) 자는 섭(涉)이다. 양성(陽城) 사람이다. 중국 최초의 농민 반란인 진승·오광의 난을 일으켜 진나라에 맞서 장초(張楚)를 세우고 왕이 되어 진나라를 압박했으나, 장한이 거느린 진나라의 토벌군에 공격받아 전쟁에 패해서 죽었다. 후에, 한나라의 유방이 진승에게 은왕(隱王)이라는 시호를 내려주었다.

## 생애

### 진승·오광의 난 전
진승은 양성(陽城) 출신으로 사마천의 주장에 따르면 매우 가난한 집안에서 태어났다고 한다. 젊어서는 남의 밭을 갈아주며 살았는데, 항상 가난한 것을 한으로 여겨 부귀해지기를 꿈꿨다. 고용주가 그 말을 듣고 비웃자, 탄식하여 말했다.
| “ | 아아, 제비나 참새가 어찌 기러기나 고니의 뜻을 알리요? | ” |

이에서 '연작안지홍곡지지'(燕雀安知鴻鵠之志)라는 말이 나왔다.

### 반란의 시작
진 이세황제 원년(기원전 209년) 진력 7월, 여좌에서 출발해 어양에서 수자리를 지내기 위해 9백 명이 대택향에 둔쳤고, 진승은 같은 농민 출신인 오광과 함께 둔장(屯長)으로서 무리를 인솔했다. 마침 큰 비가 내려 나아가지 못해 기한을 지키지 못했는데, 진나라의 법에 따르면 기한을 지키지 못하면 참형에 처해지도록 되었다. 어차피 죽게 된 처지라 진승은 오광(吳廣)과 함께 반란을 모의했고, 부소와 항연을 사칭하면 호응하는 사람들을 얻을 수 있을 것이라 했다. 오광은 이에 동의하고 먼저 점을 쳤는데, 점치는 사람이 “일에 성공하여 공을 세울 것이나, 먼저 귀신에게 점을 치라.”라고 했다. 진승과 오광은 기뻐하고, 귀신에 대해 생각하다가 꾀를 내 상서로운 징조를 조작했다. 물고기 뱃속에 '진승왕'이라고 쓴 비단을 넣어 수졸들이 물고기를 먹다가 이를 봤고, 오광이 총사 곁에서 밤중에 여우인 체 하고 '대초가 일어나고, 진승이 왕이 된다'라고 외쳤다. 수졸들은 점차 진승을 주목했다. 마침내 오광이 일어나 장위(將尉)를 죽이자 진승도 도와 함께 두 장위를 죽였고, 수졸들에게 어차피 기한에 늦어 죽게 된 목숨이니 함께 반란을 일으키자고 호소했다. 이때 진승이 한 말에서 “왕후장상이 씨가 있느냐?”라는 말이 유래했다.
무리들은 모두 진승에게 호응했다. 반란군은 나라 이름을 장초(張楚)라 하였으며 항연과 부소를 사칭하여 민중들의 마음을 얻었다. 단을 쌓고 맹세하고 장위들의 머리로 제사를 지냈으며, 진승은 장군을 일컫고 오광은 도위가 되었다. 대택향을 공격한 후 기(蘄)를 함락했으며, 부리 사람 갈영에게 기의 동쪽 지역을 평정하게 하고 자신은 질(銍), 찬(酇), 고(苦), 자(柘), 초(譙)를 함락했다. 연이은 승리로 세력은 불어나 진승의 군대는 병거가 6~7백 승, 기병 1천 기, 졸병 수만 명의 대규모 병력이 되었고 그 군대로 되어 진(陳)을 공격했다. 진수는 이미 달아났고 초문에서 남은 수승의 진나라 군의 저항을 분쇄하고 진을 점령한다. 진을 점령한 뒤 진승은 삼로와 호걸들을 불러모아 향후 계획을 의논했고 여기서 삼로와 호걸들의 추대를 받아 왕위에 오르고 국호를 장초(張楚)라 했다.

### 수하들의 이탈
당시 여러 군현들이 진나라의 이료들에게서 괴로움을 당하다가, 이료들을 죽이고 장초에 호응했다. 또 진여(陳餘)의 진언을 받아들여 진여와 장이(張耳)와 무신에게는 옛 조나라 땅을 평정하도록 맡겼다. 이를 시작으로 장초는 군을 여러 갈래로 나누어 진나라의 각지를 공격했다. 여음 사람 등종(鄧宗)에게는 구강군을 평정하게 했다. 한편 갈영이 양강(襄彊)을 초왕으로 세웠다가 진승이 왕이 된 것을 알고 양강을 죽이고 돌아왔는데, 진승은 갈영을 주살했다. 위나라 사람인 주불(周巿)에게는 옛 위나라 땅으로 공격하게 했다. 오광은 대리왕[假王]으로 삼고 형양을 공격하게 했으나 삼천수 이유에게 막혀 함락하지 못했다. 상채 사람 방군 채사(蔡賜)를 상주국으로 삼았다. 또 옛 춘신군의 식객 주문(周文)을 장군으로 삼아 서쪽으로 나아가 진나라를 공격하게 했다. 질 사람 송류(宋留)에게는 남양군을 공격하고 무관을 돌파해 진나라 본토를 공격하게 했다.
주문이 이끄는 군대는 함곡관을 돌파해 희수까지 진격했으나, 진나라에서 여산의 죄수들을 사면하여 장한에게 맡겨 공격하자 파죽지세로 진격하던 주문의 군대는 도리어 희수, 조양, 민지에서 세 번 싸워 모두 지고 주문도 자결했다.
한편, 무신이 이끄는 군대는 10여 성을 함락하고 괴철의 계책으로 30여 성을 싸움 없이 얻었으나, 진승에게 불만이 있던 장이와 진여가 무신에게 권하여 조나라 왕으로 자립하게 했다. 진승은 분노해 무신 등의 가족을 모두 체포하게 했으나, 상주국 채사가 조나라를 적으로 돌리지 않도록 만류해 장이의 아들 장오를 성도군에 봉하는 등 무신 등의 가족을 후히 대하면서 조나라에 진나라를 공격하도록 명령했다. 무신은 이를 무시하고 자기 부하 한광에게 옛 연나라 지역을 공격하게 했고, 한광은 연나라 지역을 평정한 후 연나라 왕으로 자립했다.
주불은 위나라 땅을 평정하고 옛 제나라 땅인 적(狄)까지 진격했으나, 이 지역의 호족인 전담이 적의 현령을 죽이고 자립해 주불을 무찔렀다. 주불은 위나라로 돌아와 진승에게 당시 진승 곁에 있던 옛 위나라의 영릉군 위구을 위나라 왕으로 삼아달라고 청했고, 진승은 이를 승인했다.

### 죽음
또, 주문이 자결한 후, 오광이 형양성을 공격하던 도중, 장군 전장(田臧) 등이 형양성이 함락되기 전에 장한이 이끄는 진나라 주력군과 앞뒤로 포위될 것을 염려하고 오광을 죽여 진승에게 그 머리를 보내자 진승은 자기 대리왕을 죽인 전장에게 영윤의 인장을 주고 상장군에 임명했다. 전장은 군을 나누어 일부는 형양을 포위하게 하고 자신은 직접 장한과 오창에서 싸웠으나 패사했고, 장한은 형양을 포위한 장초의 군대마저 무찔렀다. 장한이 계속 장초와 싸워 담에서 등열을, 허에서 오서를 격파하자 등열과 오서는 진으로 도망쳐 왔고 진승은 등열을 죽였다. 마침내 진나라 군대가 장초의 서울 진현까지 이르자, 상주국 채사가 전사했고, 진현 서쪽에 주둔한 장하의 군사와 맞싸우자 진승은 성을 나와 장하를 성원했으나 장하도 패사했다. 결국 진력 12월에 진현까지 빼앗긴 진승은 현재의 안휘성 경내로 이동하던 도중에 자신의 마차를 몰던 장가(莊賈)에게 살해됐다. 장가는 진승의 목을 가지고 장한에게 투항했으며, 장초의 장군 여신이 장가를 죽여 복수했다.
이로써 진승과 오광의 난은 6개월 만에 진압되고 진승은 현재 중화인민공화국 허난성 상추 시 융청에 묘가 있다.

### 일화
진승이 왕이 되자, 예전에 같이 머슴살이를 하던 친구가 찾아왔다. 진승은 처음에는 친구를 환대했으나, 친구가 진승의 옛 일을 자꾸 말하니 어떤 사람이 진승에게 간하였다.
| “ | 빈객이 어리석고 무지하여 망언을 서슴지 않으니, (왕의) 위엄이 서지 않습니다. | ” |

이에 진승이 그 친구를 참수하니, 진승의 다른 친구들은 차례로 떠나 모두 사라졌다. 그리고 진승은 주방(朱房)을 중정(中正)에, 호무(胡武)를 사과(司過)에 임명하여 군신들을 감찰하게 하였는데, 이들은 장초의 장수들의 사소한 잘못까지도 낱낱이 추궁했고 법을 무시하고 임의로 장수들을 논죄했다. 진승은 이들을 점차 신임했고, 그래서 장수들은 진승에게 가까이 다가갈 수 없었다.

## 같이 보기
- 오광
- 장가
- 진가
- 진승·오광의 난
- 초왕 경구